# Monnina subscandens
Monnina subscandens är en jungfrulinsväxtart som beskrevs av José Jéronimo Triana och Planch.. Monnina subscandens ingår i släktet Monnina och familjen jungfrulinsväxter. Inga underarter finns listade i Catalogue of Life.